# Judo na Letních olympijských hrách 1964 – bez rozdílu vah
Podrobné výsledky z olympijských her v Tokiu v judu v roce 1964 v kategorii bez rozdílu vah.

## Herní systém
Judisté byli nalosování do skupin po třech. Vítěz skupiny postupoval do vyřazovacích bojů. Kvůli nízkému počtu přihlášených v kategorii bez rozdílu postoupili judisté z druhých míst ve skupině do opravné skupiny. Vítěz opravné skupiny postoupil do vyřazovaích bojů.
Poražení semifinalisté získali bronzovou olympijskou medaili bez dalšího boje.

## Podrobné výsledky kategorie bez rozdílu vah
- Datum: Pátek, 23. října 1964 od 13:00 do 16:30

| S. | Č. | Zápasník                | Základní skupiny | Základní skupiny | Základní skupiny | V | R | P | PZS | Opravná skupina                | Opravná skupina                | Opravná skupina                | V | R | P | POS | Vyřazovací boje | Vyřazovací boje | CP               |
| S. | Č. | Zápasník                | 1. kolo          | 2. kolo          | 3. kolo          | V | R | P | PZS | 1. kolo                        | 2. kolo                        | 3. kolo                        | V | R | P | POS | semifinále      | finále          | CP               |
| -- | -- | ----------------------- | ---------------- | ---------------- | ---------------- | - | - | - | --- | ------------------------------ | ------------------------------ | ------------------------------ | - | - | - | --- | --------------- | --------------- | ---------------- |
| A  | 1. | Anton Geesink (NED)     | 2./0:07/hta      | 3./praporky      | —                | 2 | 0 | 0 | 1.  |                                |                                |                                | — | — | — | —   | 4./0:12/sta     | 3./9:22/drž     | Zlatá medaile    |
| A  | 2. | Alan Petherbridge (GBR) | 1./prohra        | —                | 3./prohra        | 0 | 0 | 2 | 3.  |                                |                                |                                | — | — | — | —   |                 |                 | 8.               |
| A  | 3. | Akio Kaminaga (JPN)     | —                | 1./remíza        | 2./1:40/oug      | 1 | 1 | 0 | 2.  | 5./1:10/wip                    | —                              | 7./0:04/tos                    | 2 | 0 | 0 | 1.  | 9./4:10/tos     | 1./prohra       | Stříbrná medaile |
| B  | 4. | Ted Boronovskis (AUS)   | 5./?/hrg         | 6./?/hng         | —                | 2 | 0 | 0 | 1.  |                                |                                |                                | — | — | — | —   | 1./prohra       |                 | Bronzová medaile |
| B  | 5. | John Ryan (IRL)         | 4./prohra        | —                | 6./?/wip         | 1 | 0 | 1 | 2.  | 3./prohra                      | 7./?/uma                       |                                | 1 | — | 1 | 2.  |                 |                 | 5.               |
| B  | 6. | Alí Hašíša (TUN)        | —                | 4./prohra        | 5./prohra        | 0 | 0 | 2 | 3.  |                                |                                |                                | — | — | — | —   |                 |                 | 8.               |
| C  | 7. | Thomas Ong (PHI)        | 8./prohra        | 9./prohra        | —                | 0 | 0 | 2 | 3.  | —                              | 5./prohra                      | 3./prohra                      | 0 | 0 | 2 | 3.  |                 |                 | 6.               |
| C  | 8. | Ben Campbell (USA)      | 7./?/oab         | —                | 9./vzdal         | 1 | 0 | 1 | 2.  | zraněn, do oprav šel třetí Ong | zraněn, do oprav šel třetí Ong | zraněn, do oprav šel třetí Ong | — | — | — | —   |                 |                 | 7.               |
| C  | 9. | Klaus Glahn (EUA)       | —                | 7./?/drž         | 8./5:00/kik      | 2 | 0 | 0 | 1.  |                                |                                |                                | — | — | — | —   | 3./prohra       |                 | Bronzová medaile |